# Batibouw
Batibouw is een jaarlijkse beurs voor zowel vaklui als consumenten in de bouwsector die wordt georganiseerd in de Brusselse Heizelpaleizen.  De beurs lokt op een oppervlakte van 120.000 m² elke editie eind februari, begin maart zowat 300.000 bezoekers (waaronder 75.000 bouwprofessionals), gespreid over 11 beursdagen.  De eerste twee dagen van de beurs zijn exclusief voorbehouden voor de professionele bezoeker, vanaf de derde dag kent de beurs een gemengd publiek.  In 2009 vierde de beurs zijn vijftigste editie. De editie in 2023 telde bijna 160.000 bezoekers.In 2024 telde het bijna 175.000 bezoekers.
De beurs werd in 1960 een eerste maal als Salon van de Bouw georganiseerd in het Internationaal Rogiercentrum in het centrum van Brussel. Inspiratie voor de beurs werd door organisator Georges De Vestel opgedaan bij het Parijse Batimat. Het logo was initieel een schietlood. In 1967 werd gekozen voor een blauw, groen en oranjekleurige schildpad (ontworpen door Julian Key) en werd het het Internationaal salon voor Bouw en Decoratie. De eerste negen edities gingen door in het Rogiercentrum, de tiende editie in 1969 ging door in het Tentoonstellingspark van Brussel op de Heizel. 
Vanaf 1973 koos men voor Batibouw waarmee een tweetalige naam tot stand kwam (het Franse bâtir gecombineerd met het Nederlandstalige bouwen). Het nog steeds gebruikte logo van de met rode bakstenen gevormde schildpad op groen gras kwam tot stand in 1976. In 1977 werd paleis 11 toegevoegd aan de paleizen en gebruikt bij de achttiende editie, in 1989 volgde paleis 12.
In de 12 hallen (Batibouw is de enige beurs in België die deze oppervlakte jaarlijks inneemt, samen met het autosalon) met elk hun segment , kan je het (ver)bouwproces van a tot z opvolgen. Zo is er een complete hal met keukens, badkamers, verwarming, ruwbouwmaterialen, binnenafwerking enz. De beurs telt bijna 1000 exposanten (fabrikanten en producenten)en vertegenwoordigt meer dan 2500 merken.
In de marge van Batibouw is er ook de beurs Build IT (ICT voor de bouwsector) en Concept & Build (beurs voor laatstejaarsstudenten architectuur), en de uitreiking van de Belgian Building Awards.
Organisator Fisa BATIBOUW (geleid door Jan JUGHMANS) behoort tot de Deficom groep van zakenman Philippe LHOMME dat ook nog de woon- en interieurbeurs Cocoon (Brussel), het Voedingsalon (Brussel), Zenith (Brussel), het Vakantiesalon (Brussel)en nog enkele andere netwerkevenementen organiseert.